# Episodi di Glee (quinta stagione)
La quinta stagione della serie televisiva Glee è stata trasmessa negli Stati Uniti per la prima volta dall'emittente Fox dal 26 settembre 2013 al 13 maggio 2014.
In Italia la stagione è andata in onda in prima visione sul canale satellitare Sky Uno, sottotitolata a 24 ore di distanza dagli Stati Uniti e doppiata due settimane dopo, dall'8 ottobre 2013 al 27 maggio 2014. In chiaro è stata trasmessa da Italia 1 dal 21 giugno al 30 agosto 2014.
Melissa Benoist, Alex Newell, Jacob Artist, Blake Jenner e Becca Tobin, che interpretano rispettivamente Marley Rose, Wade Adams, Jake Puckerman, Ryder Lynn e Kitty Wilde (introdotti nella precedente stagione come guest star) sono promossi a regular da questa stagione. Amber Riley, Mark Salling, Harry Shum Jr. e Heather Morris (che nel settembre 2013 ha dato alla luce il suo primo figlio) che interpretano rispettivamente Mercedes Jones, Noah Puckerman, Mike Chang e Brittany Pierce, da questa stagione, passano da regular a guest star. I quattro personaggi, insieme a Quinn Fabray (interpretetata da Dianna Agron) tornano nel dodicesimo e tredicesimo episodio per celebrare il traguardo dei 100 episodi. Ad aprile è stata annunciata la partecipazione di Heather Morris per un ulteriore episodio, quello del finale di stagione. Gli episodi 12 e 13 vedono anche il ritorno di due guest star, Kristin Chenoweth e Gwyneth Paltrow che riprenderanno i rispettivi ruoli di April Rhodes e Holly Holliday. L'episodio 19 è stato scritto da Chris Colfer. A fine marzo 2014 viene ufficializzato che la quinta stagione è stata ridotta da 22 a 20 episodi.
Cory Monteith, deceduto nell'estate 2013, interprete di Finn Hudson lascia ufficialmente la serie in questa stagione. L'episodio "Addio, Finn" è un tributo all'attore scomparso e segna anche la morte del personaggio da lui interpretato.

Logo della serie televisiva

| nº | Titolo originale                  | Titolo italiano              | Prima TV USA      | Prima TV Italia  |
| -- | --------------------------------- | ---------------------------- | ----------------- | ---------------- |
| 1  | Love, Love, Love                  | Love, love, love             | 26 settembre 2013 | 8 ottobre 2013   |
| 2  | Tina in the Sky with Diamonds     | La rivincita di Tina         | 3 ottobre 2013    | 15 ottobre 2013  |
| 3  | The Quarterback                   | Addio, Finn                  | 10 ottobre 2013   | 22 ottobre 2013  |
| 4  | A Katy or a Gaga                  | Katy contro Gaga             | 7 novembre 2013   | 19 novembre 2013 |
| 5  | The End of Twerk                  | La fine del Twerk            | 14 novembre 2013  | 26 novembre 2013 |
| 6  | Movin' Out                        | Progetti                     | 21 novembre 2013  | 3 dicembre 2013  |
| 7  | Puppet Master                     | Il burattinaio               | 28 novembre 2013  | 10 dicembre 2013 |
| 8  | Previously Unaired Christmas      | Intanto, lo scorso Natale... | 5 dicembre 2013   | 17 dicembre 2013 |
| 9  | Frenemies                         | Amici-Nemici                 | 25 febbraio 2014  | 11 marzo 2014    |
| 10 | Trio                              | Trio                         | 4 marzo 2014      | 18 marzo 2014    |
| 11 | City of Angels                    | La Città degli Angeli        | 11 marzo 2014     | 25 marzo 2014    |
| 12 | 100                               | Una settimana d'addio        | 18 marzo 2014     | 1º aprile 2014   |
| 13 | New Directions                    | Addio, glee club!            | 25 marzo 2014     | 8 aprile 2014    |
| 14 | New New York                      | Nuova vita a New York        | 1º aprile 2014    | 15 aprile 2014   |
| 15 | Bash                              | Il coraggio di rischiare     | 8 aprile 2014     | 22 aprile 2014   |
| 16 | Tested                            | Il test                      | 15 aprile 2014    | 29 aprile 2014   |
| 17 | Opening Night                     | La sera della prima          | 22 aprile 2014    | 6 maggio 2014    |
| 18 | The Back-Up Plan                  | Alternative                  | 29 aprile 2014    | 13 maggio 2014   |
| 19 | Old Dog, New Tricks               | Una buona causa              | 6 maggio 2014     | 20 maggio 2014   |
| 20 | The Untitled Rachel Berry Project | Traguardi                    | 13 maggio 2014    | 27 maggio 2014   |

## Love, love, love
- Titolo originale: Love, Love, Love
- Diretto da: Bradley Buecker
- Scritto da: Brad Falchuk

### Trama
Rachel attraversa New York per raggiungere Broadway, dove in un teatro due operai stanno attaccando il poster di Funny Girl. Dopo l'audizione, Rachel rimane a origliare e sente che i due attori pensano che lei sia troppo giovane per un ruolo così importante. Così Rachel esce dal teatro cantando Yesterday e si calma vedendo le foto del Glee Club del 2009 sul cellulare.
A Lima, Ohio, l'anno scolastico continua e volge al termine. Il professor Schuester assegna ai suoi ragazzi un incarico lungo due settimane: i Beatles. Will pensa che per padroneggiare il loro carismatico talento c'è bisogno di più tempo e le Nuove Direzioni dovranno servirsi di questa esperienza per formare una nuova dinastia delle N.D. e vincere due campionati nazionali consecutivamente. Sono tutti emozionati dal nuovo compito, tranne Kitty, perché "Chi conosce ormai una band degli anni 40?" ma Blaine le risponde che quasi tutto il mondo sa chi sono. Alla fine delle lezioni, Kitty si siede sulle gambe di Artie, che la porta per i corridoi e le chiede di andare a cena al Bel Grissino, ma lei rifiuta preferendo le giostre. Più avanti nel corso della puntata la ragazza chiederà ad Artie di tenere nascosta la loro relazione. Nel frattempo, Blaine riunisce le N.D. con i loro rivali storici gli Usignoli e i Vocal Adrenaline per preparare una spettacolare proposta di matrimonio per Kurt. Rachel e Santana si esibiscono insieme in una tavola calda dove lavorano per dimostrare al regista di Funny Girl che è una vera star, poi scappano per rispondere all'invito di Blaine. Dopo una scenata da parte di Tina, Kitty decide di uscire pubblicamente con Artie essendo davvero innamorata di lui. Sam, Jake, Ryder e Blaine, preoccupati per il progressivo peggioramento della condizione emotiva di Tina, cantano per lei e le propongono di scegliere uno di loro come accompagnatore per il ballo. La ragazza sceglierà Sam dicendo che è quello meno gay e meno asiatico e che sta cercando di cambiare i suoi standard. Nel finale Blaine chiede a Kurt di sposarlo e quest'ultimo accetta commosso.
- Guest star: Ioan Gruffudd (Paolo San Pablo), Peter Facinelli (Rupert Campion), Amber Riley (Mercedes Jones), Mike O'Malley (Burt Hummel), Iqbal Theba (Preside Figgins), NeNe Leakes (Roz Washington), Michael Hitchcock (Dalton Rumba), Grant Gustin (Sebastian Smythe), Erinn Westbrook (Bree), Christopher Cousins (Sovrintendente Harris), Christopher Curry (Gunther)
- Ascolti USA: telespettatori 5.060.000 – share 18-49 anni 5%[3]

## La rivincita di Tina
- Titolo originale: Tina in the Sky with Diamonds
- Diretto da: Ian Brennan
- Scritto da: Ian Brennan

### Trama
In questa seconda parte del tributo ai Beatles, il ballo di fine anno è dietro l'angolo e Tina è più eccitata che mai all'idea di poter ricevere il titolo di reginetta del ballo, il che la spinge a diventare un po' maniaca. La cheerleader Bree è pronta a rovinarle la vita umiliandola pubblicamente, tirando in causa prima Kitty, ma invano, ed infine riuscendo nell'intento con la collaborazione di Dottie. Mentre una nuova infermiera di nome Penny si presenta a scuola e Sam si innamora di lei, anche a New York sboccia l'amore tra Santana e Dani.
- Special guest star: Demi Lovato (Dani)

- Guest star: Peter Facinelli (Rupert Campion), Iqbal Theba (Preside Figgins), NeNe Leakes (Roz Washington), Erinn Westbrook (Bree), Phoebe Strole (Penny Owen), Christopher Curry (Gunther)
- Ascolti USA: telespettatori 4.420.000 – share 18-49 anni 5%[4]

## Addio, Finn
- Titolo originale: The Quarterback
- Diretto da: Brad Falchuk
- Scritto da: Ryan Murphy, Brad Falchuk e Ian Brennan

### Trama
Teatro. Marley, Wade, Jake, Ryder e Kitty iniziano ad intonare una canzone, Seasons of Love tratta dal musical Rent. Dopodiché vengono raggiunti dagli altri membri delle Nuove Direzioni: Artie, Tina, Blaine e Sam. Durante il ritornello della canzone appaiono anche i vecchi membri delle Nuove Direzioni: Santana, Noah, Mike, Mercedes e Kurt. La canzone finisce e viene proiettato sullo sfondo del teatro un'immagine di Finn.
Intanto a New York, Kurt prepara la sua valigia per tornare a Lima perché il professor Schuester ha organizzato una commemorazione solo per i ragazzi del glee.
A scuola la signorina Pillsbury ha organizzato degli incontri come terapia del lutto, mentre Sue ha fatto piantare un albero commemorativo in giardino.
In aula canto il professor Schuester propone ai ragazzi delle Nuove Direzioni e ai vecchi membri di cantare delle canzoni in memoria di Finn. Mercedes si offre volontaria e canta I'll Stand By You ricordando quando Finn credeva di essere il padre di Beth, figlia di Quinn e Noah.
La campanella suona, Kurt è convocato nell'ufficio della preside Sylvester la quale gli riferisce che l'albero che aveva piantato è stato sradicato e che quindi ha bisogno di altri soldi per poterlo ripiantare.
A casa di Finn, Carole, Burt e Kurt decidono quali oggetti della camera di Finn devono essere tenuti, buttati o regalati. Kurt, allora, trova il giacchetto di Finn e decide di tenerlo come ricordo. Carole, alla vista di tutti quegli oggetti che le ricordano suo figlio, scoppia a piangere tra le braccia di Burt e Kurt.
Fuori dalla scuola, il cassonetto in cui Noah e Finn gettavano gli sfigati è stato trasformato in un memoriale. Puck, quando vede che Kurt possiede il giacchetto di Finn, chiede se può averlo, ma Kurt rifiuta di darglielo.
In teatro Artie e Sam intonano davanti agli altri membri delle Nuove Direzioni Fire And Rain, ma appena finita la canzone Santana se ne va e si dirige al memoriale realizzato con candele, foto, pupazzi e messaggi affettuosi sotto all'armadietto di Finn. D'improvviso Bree, la nuova capo cheerleader di Sue, arriva e spegne le candele del memoriale, quindi Santana si infuria con lei e va a parlare con Sue.
Nel suo ufficio, Santana rivela ciò che ha sempre pensato di Sue a quest'ultima finendo per attaccarla fisicamente. 
Nell'ufficio della signorina Pillsbury, Tina richiede consulenza per affrontare il lutto. Quando Tina se ne va, arriva il professor Schuester per il suo appuntamento con Emma, la quale gli fa notare che non ha mai pianto né quando ha saputo della morte del suo amico né durante il suo funerale.
Negli spogliatoi della scuola entra Puck ubriaco che rivela ciò che sente alla Beiste, la quale lo calma e lo rassicura. Dopodiché Puck le dice anche che è stato lui a sradicare l'albero piantato da Sue perché troppo piccolo.
In aula canto, Santana, prima di cantare fa una dedica alla memoria di Finn con i suoi modi poco garbati. Inizia a cantare If I Die Young, ma prima di finire scappa urlando. Kurt la ritrova nel teatro e scopre che la ragazza aveva preparato un discorso da fare in suo onore molto commovente, ma che si vergognava ad esternare i suoi sentimenti. Quindi Kurt la rassicura e le lascia il giacchetto di Finn.
Di nuovo in aula canto, Puck dedica a Finn No Surrender. Appena finita la canzone, Santana arriva arrabbiata e attacca Puck incolpandolo della scomparsa del giacchetto che Kurt le aveva regalato. Allora Puck nega le accuse e interviene il professor Schuester a calmare le acque.
Dopodiché Santana torna nell'ufficio di Sue per scusarsi, ma quest'ultima le dà ragione. Le due, dunque, parlano.
Davanti al memoriale nei corridoi si riuniscono i ragazzi delle Nuove Direzioni ed improvvisamente appare Rachel a braccetto con Kurt che fa i complimenti ai ragazzi per il bel memoriale.
Dopodiché, in aula canto, Rachel ricorda il suo ex-fidanzato con un discorso toccante per poi cantare Make You Feel My Love in lacrime.
Santana, nei corridoi, appende dei fogli con sopra la foto del giubbotto di Finn in cambio di una ricompensa, ma si tratta di un'esca. 
In giardino, Puck ripianta l'albero con l'aiuto della Beiste. I due parlano e alla fine Puck rivela alla coach che vuole entrare a far parte dell'aviazione militare. Il ragazzo poi se ne va dopo essersi congedato.
In aula canto, Rachel entra e inizia a parlare con il professor Schuester e gli rivela le sue paure e preoccupazioni, ma anche come aveva pianificato la sua vita con Finn. Dopodiché la ragazza chiede al professore se può appendere una targa che aveva fatto fare per Finn con la scritta "The show must go...all over the place...or something".
Il professor Schuester torna a casa ed estrae dalla sua valigetta il giubbotto di Finn, quando anche sua moglie Emma rientra lo trova a piangere, così lo abbraccia.
- Guest star: Amber Riley (Mercedes Jones), Mark Salling (Noah Puckerman), Jayma Mays (Emma Pillsbury), Harry Shum Jr. (Mike Chang), Mike O'Malley (Burt Hummel), Dot-Marie Jones (Shannon Beiste), Romy Rosemont (Carole Hudson), Iqbal Theba (Preside Figgins), Erinn Westbrook (Bree)
- Ascolti USA: telespettatori 7.390.000 – share 18-49 anni 8%[5]
- Nota: l'episodio è dedicato alla memoria di Cory Monteith, attore che interpretava Finn nella serie, deceduto il 13 luglio 2013.

## Katy contro Gaga
- Titolo originale: A Katy or a Gaga
- Diretto da: Ian Brennan
- Scritto da: Russel Friend e Garrett Lerner

### Trama
Il professore Schuester chiede ai ragazzi del Glee chi si sente più Katy o Gaga e, una volta chiesto, dice: "chi è una Katy farà una canzone della nostra Germanotta, e chi si sente Gaga dovrà cantare una canzone della nostra Katy". Intanto Kurt decide di formare una band. All'audizione per la band di Kurt, Santana e Dani, si presenta anche un ragazzo vestito in modo molto particolare, chiamato Starchild che colpisce molto Santana e Dani, ma Kurt gli dice che non è sicuro di volerlo nella band a causa del suo stile troppo eccessivo.
Intanto alle performance di Katy e Lady Gaga dei ragazzi del Glee, Marley non si sente convinta di voler interpretare Lady Gaga perciò, durante la performance, si veste da Katy Perry; dato tutto ciò il prof. Shuester la sospende per una settimana. Jake invita Marley a casa sua per stare un po' da soli, ma Marley non vuole andare fino in fondo con lui perché non si sente ancora pronta, quindi Jake, preso dai nervi, ha un rapporto sessuale con Bree, il capitano delle Cheerios.
Intanto a NY Rachel cerca di far ragionare Kurt, che si decide quindi di cercare Starchild e ammetterlo nella band. Lo trova un giorno al locale dove lavora, vestito in modo casual e senza trucco, quindi Kurt gli dice che lo vuole nella band. Allora si riuniscono tutti a casa di Rachel, Kurt e Santana per trovare un nome ma senza risultati, finché non arriva Rachel che propone un nome che tutti gradiscono. Alla fine anche lei si unisce alla band, visto che inizialmente aveva rifiutato dichiarandosi troppo presa da Funny Girl e ancora in lutto per Finn.
Intanto Sue torna a intralciare il Glee club sospendendo i ragazzi per l'abbigliamento delle esibizioni della settimana, ma i ragazzi cominciano a cantare Roar di Katy Perry, in contemporanea con la nuova band di NY; mentre si stanno esibendo, Marley entra nell'auditorium salutando Jake con la mano, e accanto c'è Bree. Jake, appena vede le due ragazze, sembra pentito di quello che ha fatto.
- Special guest star: Demi Lovato (Dani)

- Guest star: Adam Lambert (Elliott 'Starchild' Gilbert), Lauren Potter (Becky Jackson), Erinn Westbrook (Bree), Phoebe Strole (Penny Owen)
- Ascolti USA: telespettatori 4.010.000 – share 18-49 anni 4%[6]

## La fine del Twerk
- Titolo originale: The End of Twerk
- Diretto da: Wendey Stanzler
- Scritto da: Michael Hitchcock

### Trama
Il compito della settimana per i ragazzi del glee sarà "Twerk". La prof.ssa Sylvester vieta il Twerk, ritenendolo eccessivamente provocatorio soprattutto da insegnare a ragazzi minorenni. Inizialmente, di fronte al Consiglio di Istituto, Will cerca di spiegare che nella storia della musica e nelle arti performative ogni danza è stata ritenuta scandalosa nel corso del tempo, ma solo così l'arte si è evoluta. Nonostante tutto, riceverà pareri non favorevoli, così il Glee Club non riesce a completare il lavoro settimanale.
Intanto Bree dice a Marley che Jake l'ha tradita con lei, rivelandole dei particolari del corpo di Jake di cui la ragazza non era a conoscenza. Marley all'inizio non crede alle sue parole, ma poi avrà conferma da Jake stesso, che tenta di dire qualcosa senza scopo. Lei corre arrabbiata in auditorium dove canta Wrecking Ball, sfogando tutta la sua rabbia piangendo.
Intanto Rachel a New York ha in mente di fare gesti folli: inizialmente pensa di tagliarsi i capelli, lasciandosi ispirare dal personaggio che dovrà interpretare, così si presenta alle prove con un taglio corto che lascia tutti senza parole, e canta con Paolo "You are a woman, I am man". Quando rientra a casa spiega a Kurt che si tratta solo di azioni che le servono per affrontare il lutto e per cambiare un po' e uscire dalla sua monotonia, così lo coinvolge in alcune azioni "trasgressive". Vanno insieme da un tatuatore: Kurt, dopo il primo errore, sistema il tatuaggio sulla schiena trasformandola "its get better" a "It's got Bette Midler", e si fa anche un piercing alla lingua; Rachel, pur ammettendo di non aver avuto il coraggio di fare un tatuaggio, in realtà mostrerà a fine episodio la scritta "Finn" sul fianco sinistro. 
Alla conclusione dell'episodio tutto il Glee club canta la canzone "On Our Way", che anche se fuori dal compito settimanale, serve a sottolineare l'unicità di ogni singolo elemento, non per andare contro ciò che si è, ma per affidarsi sui punti di forza di ognuno
- Guest star: Ioan Gruffudd (Paolo San Pablo), Peter Facinelli (Rupert Campion), Lauren Potter (Becky Jackson), Erinn Westbrook (Bree), Bill A. Jones (Rod Remington), Earlene Davis (Andrea Carmichael), Christopher Cousins (Sovrintendente Harris), Bradford Tatum (Louis)
- Ascolti USA: telespettatori 4.220.000 – share 18-49 anni 4%[7]

## Progetti
- Titolo originale: Movin' Out
- Diretto da: Brad Falchuk

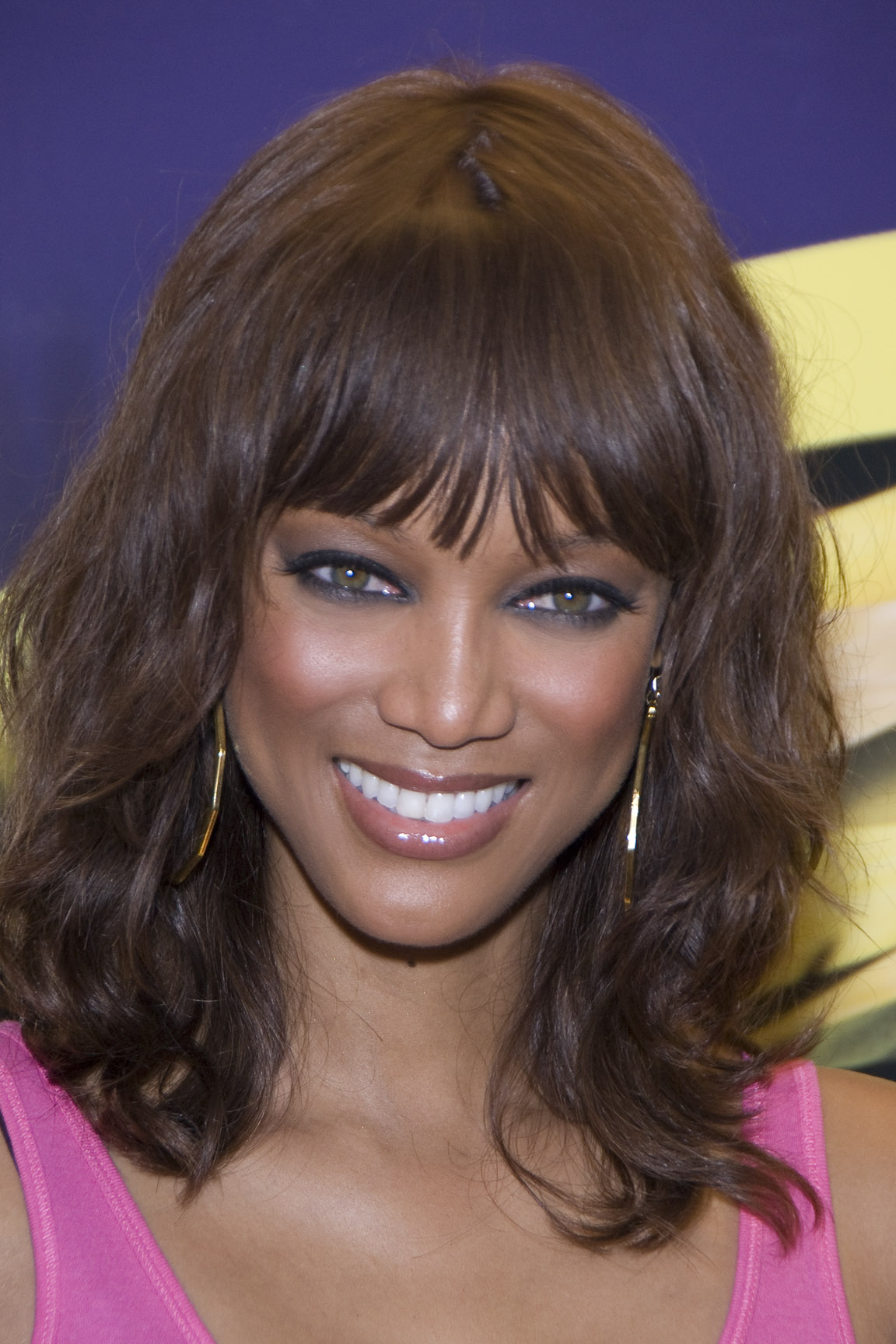
Tyra Banks interpreta Bichette.

- Scritto da: Roberto Aguirre-Sacasa

### Trama
È tempo di fare scelte per i diplomandi del McKinley, e quindi anche per alcuni componenti del Glee. La preside Sylvester allestisce una specie di "fiera del lavoro" nei corridoi della scuola, escludendo però lo stand delle arti. Il professor Schuester quindi prende la palla al balzo ed introduce il tema della settimana, ovvero Billy Joel, artista che è arrivato al successo partendo dal basso e lottando contro le possibilità di non farcela. Blaine e Sam decidono di andare a New York per tentare di inseguire i propri sogni, ma, una volta arrivati nella Grande Mela, si scontrano con la realtà e decidono di assecondare le loro vere aspirazioni. Sam racconta a Rachel del suo sogno di voler fare il modello, e la ragazza lo aiuta a realizzare un book fotografico per le agenzie. Blaine invece inizia a ripensare alla sua idea di iscriversi alla NYADA e confessa a Kurt di voler fare il medico. Il suo ragazzo capisce però che quello che lo frena è la paura e dichiara di essere pronto a sostenere Blaine, qualunque cosa lui voglia fare. A Lima, Marley sta ancora evitando le scuse di Jake, ed il ragazzo, dopo uno scontro verbale con Ryder, si sfoga cantando My Life. Ryder chiede a Marley di uscire e la rassicura promettendole che lui non la tratterà mai male. Dopo l'esibizione di Ryder con An Innocent Man, la ragazza decide di accettare la sua proposta. Nel frattempo Artie cerca di convincere Becky ad affrontare le sue paure e ad iscriversi all'università, ma è ostacolato da Sue, che crede che il college non sia un posto sicuro per la sua segretaria. Artie e Becky vanno insieme a visitare il corso per studenti down dell'Università di Cincinnati, e la ragazza decide che si iscriverà lì.
- Guest star: Tyra Banks (Bichette), Lauren Potter (Becky Jackson), Erinn Westbrook (Bree), Trisha Rae Stahl (Millie Rose), Andi Chapman (Arwyyd Johnson)
- Ascolti USA: telespettatori 4.090.000 – share 18-49 anni 4%[8]

## Il burattinaio
- Titolo originale: Puppet Master
- Diretto da: Paul McCrane
- Scritto da: Matthew Hodgson

### Trama
A Lima, Blaine propone nuove idee per le Nazionali, ma nessuno lo ascolta quindi decide di non sprecare fiato e evitare proprio di parlare. Dopo una litigata al telefono con Kurt che lo ha chiamato "Burattinaio", Blaine si siede arrabbiato su una sedia vicino a una fuga di gas. Da qui comincia a immaginarsi tutte le persone in forma di pupazzi molto più gentili della vita reale. Sue cerca di diventare più femminile per un uomo, con l'aiuto di Unique. A New York, Kurt prenota al Callbacks il debutto per la sua band, ma il giorno del concerto c'è solo una persona.
- Guest star: Demi Lovato (Dani), Iqbal Theba (Figgins), Adam Lambert (Elliott "Starchild" Gilbert), Erinn Westbrook (Bree), Lauren Potter (Becky Jackson), Christopher Cousins (Sovrintendente Bob Harris), Brad Ellis (Brad)
- Ascolti USA: telespettatori 2.840.000 – share 18-49 anni 3%[9]

## Intanto, lo scorso Natale...
- Titolo originale: Previously Unaired Christmas
- Diretto da: Wendey Stanzler
- Scritto da: Ross Maxwell

### Trama
L'episodio è ambientato un anno prima. È il giorno di Natale e Santana, dopo la rottura con Brittany, decide di passarlo a New York con Kurt e Rachel. Quest'ultima trova un lavoro a tutti e tre come "aiutanti di Babbo Natale" in un centro commerciale.
Intanto a Lima viene deciso di fare un presepe vivente così vengono svolti dei provini per il ruolo di Maria.
Vince Marley che dopo varie discussioni cede il ruolo a Kitty.
Intanto a New York Rachel, Kurt e Santana devono fare i conti con un Babbo Natale ubriaco e con una folla di bambini. Dopo aver scoperto che il "Babbo Natale" sta male decidono di far travestire Santana da sua moglie così che ne possa fare le veci, ma dice cose sbagliate ai bimbi e i genitori si arrabbiano. Incontrano un ragazzo vestito in modo, sexy, natalizio e, dicendo loro che sa come risolvere la situazione, si mettono d'accordo e lo invitano a cena.
Lui li fa ubriacare e una volta addormentati li deruba di tutto ciò che hanno.
La puntata finisce con il glee club (vestiti da presepe vivente) che canta una canzone di Natale fuori dalla scuola.
- Guest star: Dot-Marie Jones (Shannon Beiste), Lauren Potter (Becky Jackson), Bryce Johnson (Cody Tolentino), M.C. Gainey (Babbo Natale al centro commerciale)
- Ascolti USA: telespettatori 3.290.000 – share 18-49 anni 3%[10]

## Amici-Nemici
- Titolo originale: Frenemies
- Diretto da: Bradley Buecker
- Scritto da: Ned Martel

### Trama
Tina e Artie scoprono di essere in parità per ricoprire il ruolo di Valedictorian, lo studente che tiene il discorso di commiato alla cerimonia di consegna dei diplomi, e cominciano una competizione che potrebbe mettere a repentaglio la loro amicizia.
I due inoltre si sfidano per ottenere il secondo assolo alle nazionali, dopo che il primo viene dato alla “nuova Rachel” Blaine.
Durante la competizione per i discorsi, i due si autoescludono dalla gara, elogiandosi l’un l’altro. Questo però li rende ancora in pareggio e Sue è costretta a fare il discorso al terzo classificato: Blaine Anderson. Blaine vorrebbe cantare una canzone e chiede a Tina e Artie di cantare con lui.
Anche il rapporto tra Santana e Rachel è a rischio dopo che Santana ha fatto un provino per interpretare la sostituta di Rachel nel ruolo della protagonista di Funny Girl.
Durante una litigata, Santana inizia a criticare fortemente Rachel, la quale le tira uno schiaffo. Proprio in quel momento Santana riceve la notizia di aver ottenuto la parte da sostituta.
Dopo diversi battibecchi, Rachel decide di andarsene dall’appartamento, rompendo l’amicizia con Kurt e Santana.
- Guest star: Peter Facinelli (Rupert Campion), Iqbal Theba (Figgins), Dot-Marie Jones (Shannon Beiste), Adam Lambert (Elliott "Starchild" Gilbert), Lauren Potter (Becky Jackson)
- Ascolti USA: telespettatori 2.990.000 – share 18-49 anni 3%[11]

## Trio
- Titolo originale: Trio
- Diretto da: Ian Brennan
- Scritto da: Rivka Sophia Rossi

### Trama
Tina è triste perché le rimangono ancora pochi giorni da condividere con i suoi amici prima della fine del liceo, perciò Blaine e Sam decidono allora di organizzare un'occupazione notturna della scuola solo per loro tre. 
Emma e Will, decisi a formare una famiglia, cercano di avere un bambino e vengono sorpresi da Becky a fare sesso nello stanzino. I due cercano diversi modi per avere un bambino, tentativi però vani. Capiscono di star provando troppo disperatamente, e che succederà quando dovrà succedere, senza pressioni.
Alla fine della puntata Emma comunica a Will di essere incinta.
Nel frattempo, a New York, la lite tra Rachel e Santana continua, mettendo a dura prova l'esistenza della Pamela Lansbury.
- Guest star: Demi Lovato (Dani), Jayma Mays (Emma Pillsbury), Dot-Marie Jones (Shannon Beiste), Adam Lambert (Elliott "Starchild" Gilbert), Lauren Potter (Becky Jackson), Alan Heitz (Ronny)
- Ascolti USA: telespettatori 2.680.000 – share 18-49 anni 3%[12]

## La Città degli Angeli

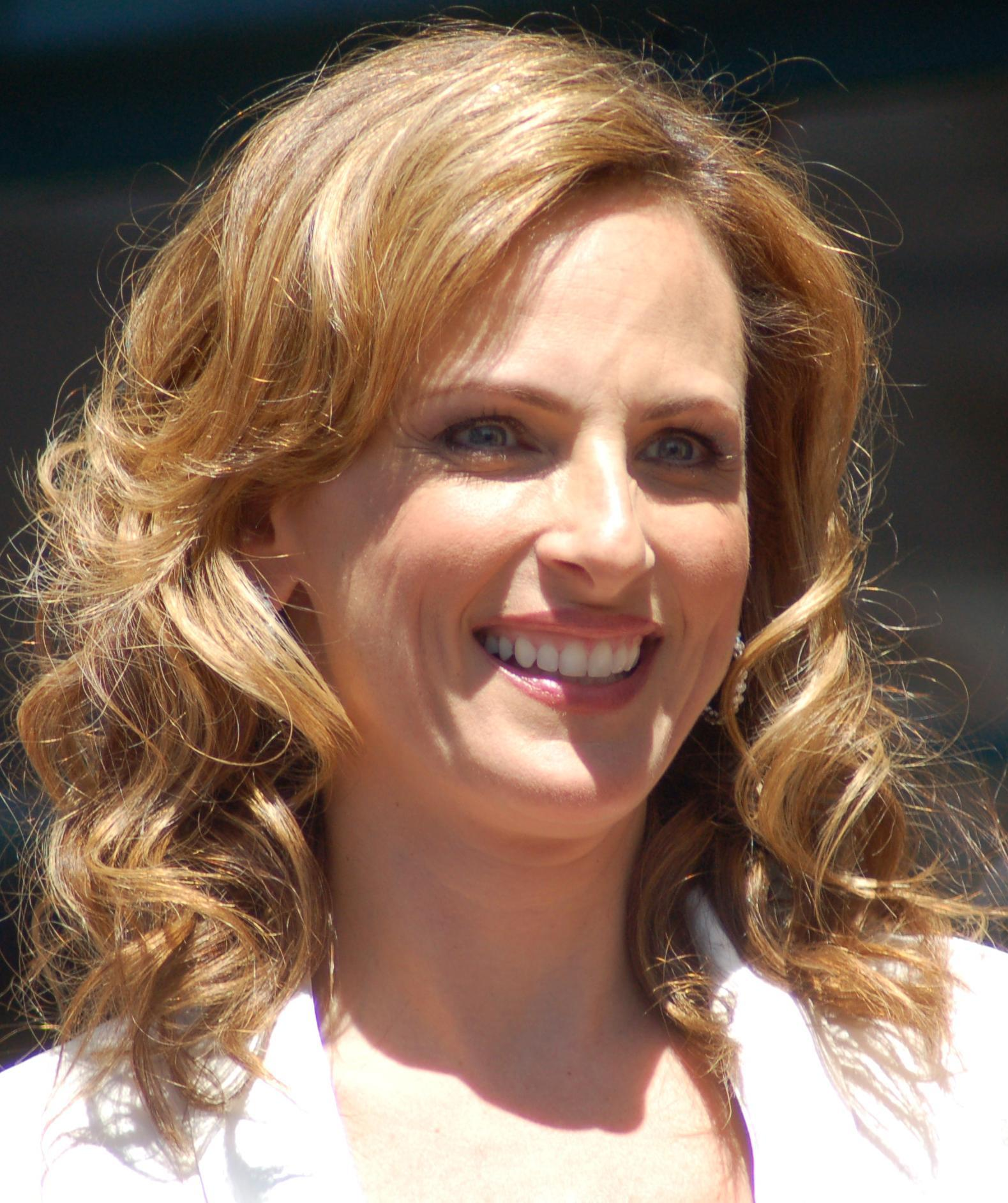
Marlee Matlin fa un cameo nell'episodio.

- Titolo originale: City of Angels
- Diretto da: Elodie Keene
- Scritto da: Jessica Meyer

### Trama
Le Nuove Direzioni si recano a Los Angeles per competere alle nazionali di canto coreografato, accompagnati da Burt e Carol. Nella città degli angeli incontrano le Gole Esplosive contro cui nasce una grande rivalità. Marley ha intenzione di lasciare il Glee poiché è molto delusa dal fatto che le sue canzoni non sono state accettate da una casa discografica. In seguito alla competizione, dove le Nuove Direzioni cantano tre canzoni dedicate a Finn, il gruppo arriva secondo e la vittoria è delle Gole Esplosive. Al ritorno a Lima, Sue Sylvester costringe il Glee a chiudere contrariamente ai Cheerios (arrivati primi sotto la guida della coach Roz Washington) decidendo di trasformare l'aula canto in un'aula informatica.
- Guest star: Amber Riley (Mercedes Jones), Mike O'Malley (Burt Hummel), Romy Rosemont (Carole Hudson-Hummel), NeNe Leakes (Roz Washington), Lauren Potter (Becky Jackson), Skylar Astin (Jean-Baptiste), Jackée (sé stessa), Johanna Rohrback (sé stessa), Marlee Matlin (sé stessa)
- Ascolti USA: telespettatori 2.300.000 – share 18-49 anni 3%[13]

## Una settimana d'addio
- Titolo originale: 100
- Diretto da: Paris Barclay
- Scritto da: Ryan Murphy, Brad Falchuk e Ian Brennan

### Trama
Le Nuove Direzioni rientrano al Liceo McKinley con un secondo posto. Vengono sfrattati dalla sala prove e per il Glee non c'è più alcuna possibilità. Ma ecco che riappare April, che vorrebbe aiutare Will Schuester e continuare a pagare per lui l'auditorium, affinché il Glee club possa continuare ad esibirsi. I vecchi diplomati (Rachel Berry, Kurt Hummel, Mercedes Jones, Santana Lopez, Noah Puckerman, Quinn Fabray) vengono richiamati per potersi esibire ancora una volta, l'ultima volta e per sostenere il loro professore Will in questo momento cruciale. Santana canta Valerie per la sua amata Brittany, la quale chiede di tornare insieme. Quinn è accompagnata da un ricco fidanzato, ma è molto distratto e sembra poco interessato a lei, sicuramente non al suo passato ed infatti quando lo scopre la lascia, mentre Puck le confessa finalmente di amarla da sempre e che vorrebbe che provassero ad essere una vera coppia: i due così si baciano. Infine l'episodio si chiude sulle note di una coinvolgente Happy cantata da Holly Holiday, Will Schuester, April Rhodes, Blaine Anderson e Mercedes Jones. 
- Guest star: Gwyneth Paltrow (Holly Holliday), Kristin Chenoweth (April Rhodes), Dianna Agron (Quinn Fabray), Heather Morris (Brittany Pierce), Amber Riley (Mercedes Jones), Mark Salling (Noah "Puck" Puckerman), Harry Shum Jr. (Mike Chang), Lauren Potter (Becky Jackson)

## Addio, glee club!
- Titolo originale: New Directions
- Diretto da: Brad Falchuk
- Scritto da: Brad Falchuk

### Trama
Il Glee è ormai agli sgoccioli. I ragazzi provano a godersi le ultime canzoni. Holly Holliday cerca di salvare il Glee Club escogitando un piano ma ormai nulla serve: Sue non vuole cambiare idea. Will è molto triste ma cerca di godersi gli ultimi momenti con i suoi ragazzi, tra i quali coloro che sono pronti al conseguimento del diploma. 
Rachel e Santana fanno pace grazie a una dimostrazione tramite una canzone di Kurt e Mercedes. Santana ritorna con Brittany, mentre Quinn dichiara il suo amore a Puck di fronte a tutto il Glee in quanto è l’unico ragazzo che l’abbia sempre accettata per quello che è veramente, così i due annunciano di essersi messi insieme e di volere provare a darsi finalmente una possibilità come coppia. 
Il futuro dei diplomandi inizia a prendere forma: Blaine è stato preso alla NYADA e partirà per New York, dove andranno anche Artie e Sam. Anche Tina sarebbe voluta andare a New York ma, dopo aver falsificato la richiesta per entrare ad un college, la scoprono e non accettano la sua domanda, anche se scoprirà successivamente di essere stata scelta dal college che tanto desiderava, la Brown.
Tutti i ragazzi del Glee, dopo aver fatto un video ricordo per il figlio che il professor Schuester aspetta da Emma in cui esprimono il loro affetto e la loro gratitudine, cantano con lui in auditorium la canzone con cui è iniziato tutto, Don’t Stop Believin’.
Arriva il momento della cerimonia dei diplomi per Blaine, Sam, Tina, Artie, Becky e Brittany (che lo riceve con un anno di ritardo e grazie a Santana, che ha intercesso con Sue per lei), mentre Marley, Jake, Ryder, Kitty e Unique finiscono di sistemare le ultime cose in aula canto e promettono di restare amici anche dopo la find del Glee. Infine, Will va per l’ultima volta in aula canto per dirle addio e lì vi trova Sue, che riconosce finalmente la bravura di Will come insegnante del Glee e gli dice di avergli procurato un colloquio come coach dei Vocal Adrenaline: Will la ringrazia e, con le voci dei ragazzi ancora in mente, spegne le luci e se ne va. È la fine del Glee Club.
- Guest star: Gwyneth Paltrow (Holly Holliday), Kristin Chenoweth (April Rhodes), Dianna Agron (Quinn Fabray), Heather Morris (Brittany Pierce), Amber Riley (Mercedes Jones), Mark Salling (Noah "Puck" Puckerman), Harry Shum Jr. (Mike Chang), Lauren Potter (Becky Jackson)
- Ascolti USA: telespettatori 2.680.000 – share 18-49 anni 3%[14]

## Nuova vita a New York
- Titolo originale: New New York
- Diretto da: Sanaa Hamri
- Scritto da: Ryan Murphy

### Trama
Rachel riceve una limousine come ricompensa dal direttore di Funny Girl, e la usa sentendosi una vera VIP. Kurt e Blaine vivono insieme a New York, ma ben presto questa convivenza si trasformerà in un litigio tra i due perché Kurt si sente soffocare, manca dei suoi spazi. Anche Sam vive con loro, finalmente un giorno viene convinto da Blaine a uscire di casa. Si taglia i capelli per trovarsi un nuovo lavoro come modello. Kurt e il nuovo gruppo provano una nuova canzone. Sam trova lavoro e lascia la casa, ma vi farà ritorno perché nella casa che gli offre l'agenzia di modelli non gode di buona compagnia.
Artie e Rachel litigano perché lui è stato derubato mentre si trovava nella metro, lei cerca di consolarlo ma è troppo presa da sé stessa; poi fanno pace e Rachel decide di lasciare la limousine per tornare a prendere la metro insieme. Mercedes si trasferisce a New York e decide di subaffittare la casa a Sam.
- Guest star: Amber Riley (Mercedes Jones), Michael Lerner (Sidney Greene), Adam Lambert (Elliott "Starchild" Gilbert), Nicholas Kadi (Alain Marceau), Riley Voelkel (Sam), Charles Melton (compagno di stanza di Sam), Manos Gavras (autista di Rachel)
- Ascolti USA: telespettatori 2.590.000 – share 18-49 anni 3%[15]

## Il coraggio di rischiare
- Titolo originale: Bash
- Diretto da: Bradley Buecker
- Scritto da: Ian Brennan

### Trama
L'episodio si apre con una processione che vede partecipare molti ragazzi e i nostri protagonisti. Un giovane newyorkese gay è stato pestato, e sulla strada nel quale è accaduto l'evento i ragazzi stanno portando fiori e candele. Sam e Mercedes decidono di ri-mettersi insieme, nonostante le molteplici titubanze da lei nutrite, soprattutto sostenute delle sue amiche, alla fine decide di seguire le ragioni del cuore. Rachel decide di lasciare la NYADA perché è troppo impegnata. La decisione viene presa a seguito di una bocciatura ad un esame intermedio di canto. Nella sera Kurt decide di incontrare Rachel per cenare insieme e discutere della sua decisione, ma quest'ultima se ne va indignata, e nella strada di ritorno Kurt si imbatte in una ressa stradale per difendere un gay attaccato da una "street band"; ne esce ferito. Nei giorni seguenti Blaine e Kurt sostengono la prova intermedia per la NYADA con la successiva promozione. Nel frattempo la tradizione delle cene del lunedì sera continua.
- Guest star: Whoopi Goldberg (Carmen Tibideaux), Amber Riley (Mercedes Jones), Mike O'Malley (Burt Hummel), Michael Lerner (Sidney Greene), Dana Davis (Tesla), Ashley Blaine Featherson (Shaynice), Assaf Cohen (medico di Kurt)
- Ascolti USA: telespettatori 2.780.000 – share 18-49 anni 4%[16]

## Il test
- Titolo originale: Tested
- Diretto da: Paul McCrane
- Scritto da: Russel Friend e Garrett Lerner

### Trama
L'episodio si apre con una visione in bianco e nero di Artie, Blaine, Kurt e Sam vestiti con abiti della Seconda Guerra Mondiale mentre sono davanti ad un medico. Tutto ciò a testimonianza di come non bisogni ignorare il rischio di contrarre malattie sessualmente trasmissibili. Frattanto, una volta tornati al presente, Blaine racconta di come ami la cucina internazionale newyorkese ed in particolare i cronut che sono un mix tra l'impasto del cornetto e i tipici donut. Mentre Blaine tenta di abbottonare uno dei suoi pantaloni questo si strappa, facendo comprendere al ragazzo di aver preso qualche kilo in più da quando si è trasferito a New York. Al Film Festival, intanto, Artie si gode la sua nuova popolarità uscendo con molte ragazze le quali pensano che lui sia un genio artistico. Tra le tante ragazze però, il cuore di Artie è totalmente preso da Julie che è la sua assistente e alla quale chiede un appuntamento ricevendo risposta negativa. Julie infatti dice che non esce con le persone con cui lavora. Alla NYADA, Kurt mostra la sua forma fisica completa di muscoli, segno che l'età della pubertà per lui è ormai terminata. Ma questo suscita la gelosia di Blaine che teme gli altri ragazzi possano portargli via il fidanzato ora che è diventato sexy. Le cose tra Sam e Mercedes procedono senza intoppi finché in un momento abbastanza intimo la ragazza confessa a Sam di essere ancora vergine e di voler aspettare finché non chiarirà i suoi dubbi. Sam quindi decide di andare in una clinica insieme ad Artie, Kurt e Blaine per fare dei controlli sulle malattie sessualmente trasmissibili sperando di convincere Mercedes. D'altro canto Mercedes chiede consiglio a Rachel su come sia la prima volta. Dalle analisi in laboratorio risulta che Artie ha la Clamidia, una malattia sessualmente trasmissibile, e quindi il ragazzo decide di dirlo a Julie dopo che lei ha deciso di uscire con lui. Blaine si sente sempre più a disagio nei confronti del suo fidanzato, tanto che alla fine ammette di essere geloso di lui perché nella loro coppia è sempre stato Blaine a prendersi cura di Kurt. Alla fine però i due fidanzati chiariscono e si scambiano un abbraccio mentre Blaine decide di rimettersi in forma attraverso una dieta. Anche Sam e Mercedes si chiariscono. Infatti il biondino organizza una serata speciale per Mercedes dicendole che ha capito di poter vivere senza avere un rapporto sessuale ma che non può vivere senza di lei.
- Guest star: Amber Riley (Mercedes Jones), Stephanie Hunt (Julie), Rick Worthy (medico della clinica), Bruce Beatty (pastore della chiesa), Galadriel Stineman (Vanessa), Tahlena Chikami (Jessica)
- Ascolti USA: telespettatori 2.440.000 – share 18-49 anni 3%[17]

## La sera della prima
- Titolo originale: Opening Night
- Diretto da: Eric Stoltz
- Scritto da: Michael Hitchcock

### Trama
È la vigilia della prima di Funny Girl e Rachel si sveglia in preda agli incubi. Ha infatti sognato di trovarsi all'interno dell'auditorium del liceo McKinley con Tina che le mostra una gruccia completamente vuota dicendole che quello è il suo costume di scena. All'interno dell'auditorium Rachel è circondata inoltre da Karofsky, Jacob, Becky, Sue Sylvester e Sidney che la deridono invitandola ad esibirsi finché a fine performance si trova stesa sul pavimento mentre la folla fischia per mostrare il suo disappunto. Rachel si sveglia quindi di soprassalto e durante la colazione Kurt le proibisce di utilizzare internet e di leggere le riviste confiscandole anche il cellulare per evitare che la ragazza si lasci condizionare dalle critiche ancor prima di esibirsi nello spettacolo. Per impedire ciò, Kurt decide di racchiudere Rachel in "una bolla ermetica piena di amore" in modo da donarle l'energia positiva di cui ha bisogno per sentirsi a suo agio e stemperare la tensione da palcoscenico. Frattanto al McKinley, Sue chiede a Will di poter andare a New York con lui poiché durante il suo programma la donna ha insultato la Grande Mela senza esserci davvero mai stata. Sue vuole quindi evitare di ricevere altre lettere di protesta da parte di coloro che seguono il programma e mantenere intatta la sua credibilità. A New York intanto, Kurt, Blaine, Mercedes e Tina cercano di riempire Rachel di attenzioni positive seguendo il piano ideato da Kurt, ma Rachel non resiste e si collega ad internet leggendo i commenti negativi su di lei e rifiutandosi di alzarsi dal letto perché troppo demoralizzata. Sarà Santana, chiamata per correre in aiuto dei ragazzi, a convincere Rachel e ridarle fiducia nonostante la presenza di Sue che appena arrivata a New York cerca a sua volta di demoralizzare la ragazza. Il giorno della prima è finalmente arrivato e Will porta dei fiori nel camerino di Rachel per incoraggiarla prima che lo spettacolo inizi. Rachel parlando col suo ex professore confessa di essere spaventata quando arriverà il momento di cantare Who Are You Now perché ogni volta che canta quella canzone il suo pensiero corre a Finn, ma Will riesce a rassicurarla nonostante sia costretto a tornare immediatamente a casa perché Emma sta per partorire. Lo spettacolo procede senza intoppi con Rachel che si emoziona quando canta la canzone di cui parlava al professor Schuester per poi andare a festeggiare insieme ai suoi amici a spettacolo concluso. La mattina dopo Rachel insieme agli altri compra il giornale per leggere la recensione su Funny Girl, scoprendo di aver ricevuto molti complimenti da parte del critico del New York Times. Il gruppo di amici esulta contento mentre al telefono Will Schuester comunica loro che è diventato padre di un maschietto a cui ha dato il nome di Daniel Finn Schuester. La scena si conclude con Sue Sylvester che nel suo programma dice di amare New York nonostante pensi ancora tutte le cose negative che ha detto in precedenza.
- Guest star: Chris Parnell (Mario), Amber Riley (Mercedes Jones), Michael Lerner (Sidney Greene), Lauren Potter (Becky Jackson), Max Adler (Dave Karofsky), Josh Sussman (Jacob Ben Israel), Bill A. Jones (Rod Remington), Earlene Davis (Andrea Carmichael), Chad Buchanan (barman), Rod McLachlan (proprietario del chiosco), Cyrina Fiallo (online blogger), Tony Colitti (Salvatore)
- Ascolti USA: telespettatori 2.450.000 – share 18-49 anni 3%[18]

## Alternative
- Titolo originale: The Back-Up Plan
- Diretto da: Ian Brennan
- Scritto da: Roberto Aguirre-Sacasa

### Trama
Rachel, dopo il successo ottenuto con Funny Girl, viene contattata da un rappresentante del canale televisivo Fox che è interessato alla sua potenziale carriera nel mondo della televisione. L'uomo infatti le dice che ha in programma una serie pilota intitolata Song of Solomon e che pensa Rachel sia perfetta per interpretare una parte nello show. Poco incline a lasciarsi scappare l'occasione di sfondare anche nel mondo della tv, Rachel finge di avere una brutta influenza e prende un volo per Los Angeles per recarsi all'audizione di Song of Solomon mentendo quindi a Sidney e non prestando ascolto ai consigli dei suoi amici sul fatto che sia sbagliato rischiare di perdere la carriera a Broadway. Frattanto, Kurt informa Blaine che è stato scelto per cantare davanti alla famosa June Dolloway in vista della visita della donna alla NYADA per l'inaugurazione di una nuova sala da ballo a suo nome. Estasiato Kurt chiede a Blaine di cantare insieme a lui la canzone Story of My Life. I due si esibiscono davanti a June e la donna resta particolarmente colpita dal talento di Blaine tanto da invitarlo alla serata di beneficenza da lei organizzata dove, dopo aver duettato insieme, rivela al ragazzo di voler farlo diventare famoso. A fine serata Blaine chiede a June Dolloway se nello spettacolo che la donna vuole programmare per lui ci sia posto anche per Kurt, ma June gli dice chiaramente che secondo lei Kurt non ha abbastanza talento. Nel frattempo Rachel all'audizione comprende che la serie tv di cui si parlava è una serie fantasy e non un musical come precedentemente aveva capito, perciò va via delusa mentre Sidney la chiama per informarla che hanno bisogno di lei nello spettacolo in quanto la sua sostituta ha subito una grave caduta. Trafelata Rachel corre in aeroporto cercando di arrivare in tempo a New York mentre Santana l'aiuta sostituendola nel primo atto dello spettacolo e coprendola con Sidney. Nonostante la serata sia stata salvata, Sidney scopre le bugie di Rachel e le dice che se dovesse succedere un'altra volta verrà licenziata da Funny Girl. Rachel si scusa col suo produttore ma appena uscita dal suo ufficio riceve una telefonata dal direttore della Fox che le comunica di aver preso la decisione di creare una serie tv che parla di lei. Blaine intanto è costernato da ciò che June Dolloway gli ha detto riguardo a Kurt ed una volta tornato a casa per non dare un dispiacere al suo fidanzato gli mente dicendogli che June ha pensato di far cantare anche lui nello spettacolo che ha creato su misura per Blaine.
- Guest star: Shirley MacLaine (June Dolloway), Amber Riley (Mercedes Jones), Michael Lerner (Sidney Greene), Gary Dourdan (DeShawn), Eric Roberts (coordinatore della raccolta fondi), Jim Rash (Lee Paulblatt), Richard Kind (Sig.re Rifkin), Nathan Keyes (Andrew Cosgrove), Philip Pavel (Fox executive), Geri Jewell (Fox executive), Nicholas Kadi (Alain Marceau), Ilia Volok (autista del taxi di L.A.)
- Ascolti USA: telespettatori 2.410.000 – share 18-49 anni 3%[19]

## Una buona causa
- Titolo originale: Old Dog, New Tricks
- Diretto da: Bradley Buecker
- Scritto da: Chris Colfer

### Trama
Mentre Rachel cerca di risollevare la sua immagine pubblica compromessa a causa delle notizie che un blog di Broadway ha diffuso su di lei, Kurt si accorge che nessuno dei suoi amici è disposto a dedicargli del tempo perché tutti sono molto impegnati nelle rispettive carriere o lavori. Il ragazzo quindi si sente un po' escluso e trova occasione per sfogarsi con un'anziana signora a cui sta servendo il pranzo e che scopre trattarsi di Maggie Banks una leggenda di Broadway. La donna gli dice che all'ospizio dove è in cura stanno progettando di mettere in scena Peter Pan e lo invita ad assistere alle prove. Kurt accetta riuscendo improvvisamente ad ottenere la parte di Peter dopo la morte improvvisa di uno degli anziani che partecipava allo spettacolo. Contento della notizia lo comunica a Rachel e Santana invitandole a vederlo recitare, ma le due sono troppo prese da Rachel e Kurt ci resta male tanto da litigare con le amiche. Frattanto queste ultime decidono di creare un evento di beneficenza per riscattare l'immagine di Rachel, ma questo non sembra andare a buon fine. Allo spettacolo di Peter Pan, Kurt viene aiutato da Blaine ad indossare il costume di scena munito di cavi invisibili per poter volare, e durante la sua performance canora è sorpreso e commosso di vedere tutti i suoi amici compresa Rachel fare il tifo per lui. Peter Pan riscontra un discreto successo e Kurt riesce anche a compiere due buone azioni: fa riunire Maggie e sua figlia Clara che non hanno buoni rapporti, e trova un'idea per aiutare Rachel. Infatti con il supporto degli anziani dell'ospizio e di un canile, i ragazzi cantano Take Me Home Tonight allo Spotlight Diner riuscendo a far adottare gli animali dai clienti seduti lì per pranzare. In questo modo Rachel riesce a riscattarsi e nell'intervista che segue la performance di canto, la ragazza attribuisce il merito a Kurt e Santana facendo pace con loro. 
- Guest star: June Squibb (Maggie Banks), Billy Dee Williams (Andy Collins), Tim Conway (Marty Rogers), Amber Riley (Mercedes Jones), Melinda McGraw (Clara Banks), Sean O'Bryan (Roric), Brittany Renee Finamore (Beverly Stevens)
- Ascolti USA: telespettatori 2.100.000 – share 18-49 anni 3%[20]

## Traguardi
- Titolo originale: The Untitled Rachel Berry Project
- Diretto da: Brad Falchuk
- Scritto da: Matthew Hodgson

### Trama
L'appartamento di Rachel a Bushwick è in subbuglio: Sam è in attesa di un provino come modello per la compagnia Traisure Trailz, per Blaine è arrivato il momento di esibirsi nello spettacolo di June Dolloway senza aver ancora detto la verità a Kurt, Mercedes sta per partire per un mini tour discografico e Rachel è in attesa che Mary Halloran, un'importante scrittrice di sceneggiature, venga a farle visita per scrivere la serie tv su di lei proposta dalla Fox. Mentre il gruppo di amici attende l'arrivo della donna, fa la sua comparsa Brittany che è tornata a New York per passare del tempo con Santana nonostante quest'ultima sia impegnata a girare alcune pubblicità trovandosi quindi fuori città. Frattanto Blaine, non potendo più mentire, dice la verità a Kurt dopo aver cantato al piano All of Me e Kurt deluso dalle bugie va via arrabbiato dopo aver litigato con l'ex-usignolo. Nonostante le incomprensioni alla fine il ragazzo capisce che Blaine non voleva deluderlo ed i due fidanzati fanno pace, tanto che Blaine nel numero di chiusura dello spettacolo invita Kurt a cantare un duetto con lui sulle note di American Boy disubbidendo a June Dolloway che gli aveva negato la possibilità di far cantare Kurt. Sam riesce a convincere la fotografa Charlie Darling durante il provino come modello diventando il nuovo volto della Traisure Trailz, ma in un momento di debolezza a causa dell'astinenza si lascia baciare dalla donna. Convinto di aver tradito Mercedes confessa tutto alla ragazza, la quale capisce che non può costringere Sam a sopportare l'astinenza solo perché lei non si sente pronta a avere un rapporto sessuale. Rachel non soddisfatta della prima sceneggiatura di Mary Halloran, che è del tutto estranea al suo carattere e a lei come persona, decide di cantare Glitter in the Air per far capire alla donna chi è in realtà Rachel Berry. Mary Halloran si commuove sentendo la canzone e decide di scrivere una nuova sceneggiatura che racconti davvero la vita di Rachel. Nel finale mentre i ragazzi prendono ognuno la propria strada - chi tornando a Lima come Sam, chi partendo per il tour come Mercedes o chi restando a New York come Artie - Rachel fa promettere ad ognuno di loro di rincontrarsi tra sei mesi proprio a New York perché dopo la perdita di Finn non è disposta a perdere anche il resto dei suoi amici. Con un abbraccio di gruppo e la notizia che la Fox ha intenzione di produrre la serie tv su Rachel si chiude questa stagione sulle note di Pompeii cantata dal gruppo di amici.
- Guest star: Shirley MacLaine (June Dolloway), Kristen Schaal (Mary Halloran), Amber Riley (Mercedes Jones), Heather Morris (Brittany Pierce), Beau Garrett (Charlie Darling), Max Emerson (modello maschile)
- Ascolti USA: telespettatori 1.870.000 – share 18-49 anni 2%[21]